# Comuna Dolni Ciflik, Varna
Dolni Ciflik (în bulgară Долни чифлик) este o comună în regiunea Varna, Bulgaria, formată din orașul Dolni Ciflik și 16 sate. 

## Localități componente

### Orașe
- Dolni Ciflik

### Sate
| - Bulair - Bărdarevo - Detelina - Golița - Goren Ciflik - Grozdovo | - Iuneț - Krivini - Nova Șipka - Novo Oreahovo - Pcelnik | - Rudnik - Solnik - Staro Oreahovo - Venelin - Șkorpilovți |

## Demografie
Componența etnică a comunei Dolni Ciflik
     Romi (2,06%)
     Turci (17,03%)
     Nicio identificare (22,13%)
     Bulgari (57,47%)
     Altele (1,29%)
La recensământul din 2011, populația comunei Dolni Ciflik era de 19.360 locuitori. Din punct de vedere etnic, majoritatea locuitorilor (57,47%) erau bulgari, existând și minorități de turci (17,03%) și romi (2,06%). Pentru 22,13% din locuitori nu este cunoscută apartenența etnică.